# Claude Rouer
Claude Paul Lucien Rouer (* 25. Oktober 1929 in Paris; † 23. Juli 2021 in Villeneuve-Saint-Georges) war ein französischer Radrennfahrer.

## Sportliche Laufbahn
Rouer war Teilnehmer der Olympischen Sommerspiele 1952 in Helsinki. Im olympischen Straßenrennen wurde er beim Sieg von André Noyelle als 23. klassiert. Mit der französischen Mannschaft gewann er in der Mannschaftswertung mit Jacques Anquetil, Roland Bezamat und Alfred Tonello die Bronzemedaille. 1951 siegte er im Eintagesrennen Paris–Briare. 1952 wurde er als Amateur Vize-Meister im Straßenrennen hinter Jacques Anquetil.
Von 1953 bis 1955 war er als Berufsfahrer aktiv. 1953 fuhr er die Tour de France, die er als 76. und damit Letzter der Gesamtwertung beendete.